# Sumerograma
Um sumerograma é o nome que se dá ao caracter (ou grupo de caracteres) cuneiforme sumério usado como ideograma ou logograma (e não como silabograma) na representação gráfica de idiomas grafados na escrita cuneiforme, mas diferentes do sumério, tais como o acádio e o hitita.
Os sumerogramas costumam ser transliterados em letra maiúsculas, com pontos separando os símbolos. Da mesma maneira, uma palavra escrita em acádio utilizada ideograficamente para representar um idioma distinto do acádio, como o hitita, é chamado de acadograma.
Este tipo de logograma caracterizou, em maior ou menos escala, todas as adaptações do sistema cuneiforme original mesopotâmico para outros idiomas que não o sumério. A frequência e intensidade de seu uso variou de acordo com período, estilo e gênero.
O nome do sinal cuneiforme grafado em maiúsculas é uma convenção assiriológica moderna. A maior parte dos símbolos tem diversos possíveis valores sonoros sumérios. Os leitores de textos hititas ou assírios que usavam estes sumerogramas não conheciam necessariamente o idioma sumério; os sumerogramas funcionavam, neste caso, como ideogramas ou logogramas, substituídos na pronúncia pela palavra correspondente no idioma do texto. 
O nome babilônio Marduk, por exemplo, era grafado em sumerogramas como dAMAR.UTU. Já o nome hitita Curunta era grafado como dLAMMA, onde LAMMA é o sumerograma para "cervo", animal com a qual a divindade luvita Curunta era associada.
Nas Cartas de Amarna, "Dama dos Leões" é o nome dado a uma rainha-mãe babilônia, grafado como NIN.UR.MAH.MEŠ. Embora o significado de "senhora (NIN) dos leões (UR.MAH.MEŠ)" seja evidente, a pronúncia do nome quando lido no assírio é desconhecida, e só pode ser conjecturada a partir de evidências externas.